# Clément Marot
Pour les articles homonymes, voir Marot.
Clément Marot, né vers 1496 à Cahors et mort le 12 septembre 1544 à Turin, est un poète français. À la fois héritier des auteurs de la fin du XVe siècle et précurseur de la Pléiade, il est sans conteste le poète le plus important de la cour de François Ier. Malgré la protection de Marguerite de Valois-Angoulême, la sœur du roi, ses sympathies marquées pour la Réforme protestante lui valent plusieurs emprisonnements et deux exils.

## Biographie
La biographie de Marot est difficile à assurer sur des bases certaines car nous manquons de documents d'archives à son sujet : c'est donc le plus souvent sur ses poèmes que l'on reconstruit son parcours, quoique ceux-ci fassent l'objet d'une mise en scène allant parfois jusqu'à la falsification.

### Enfance et formation

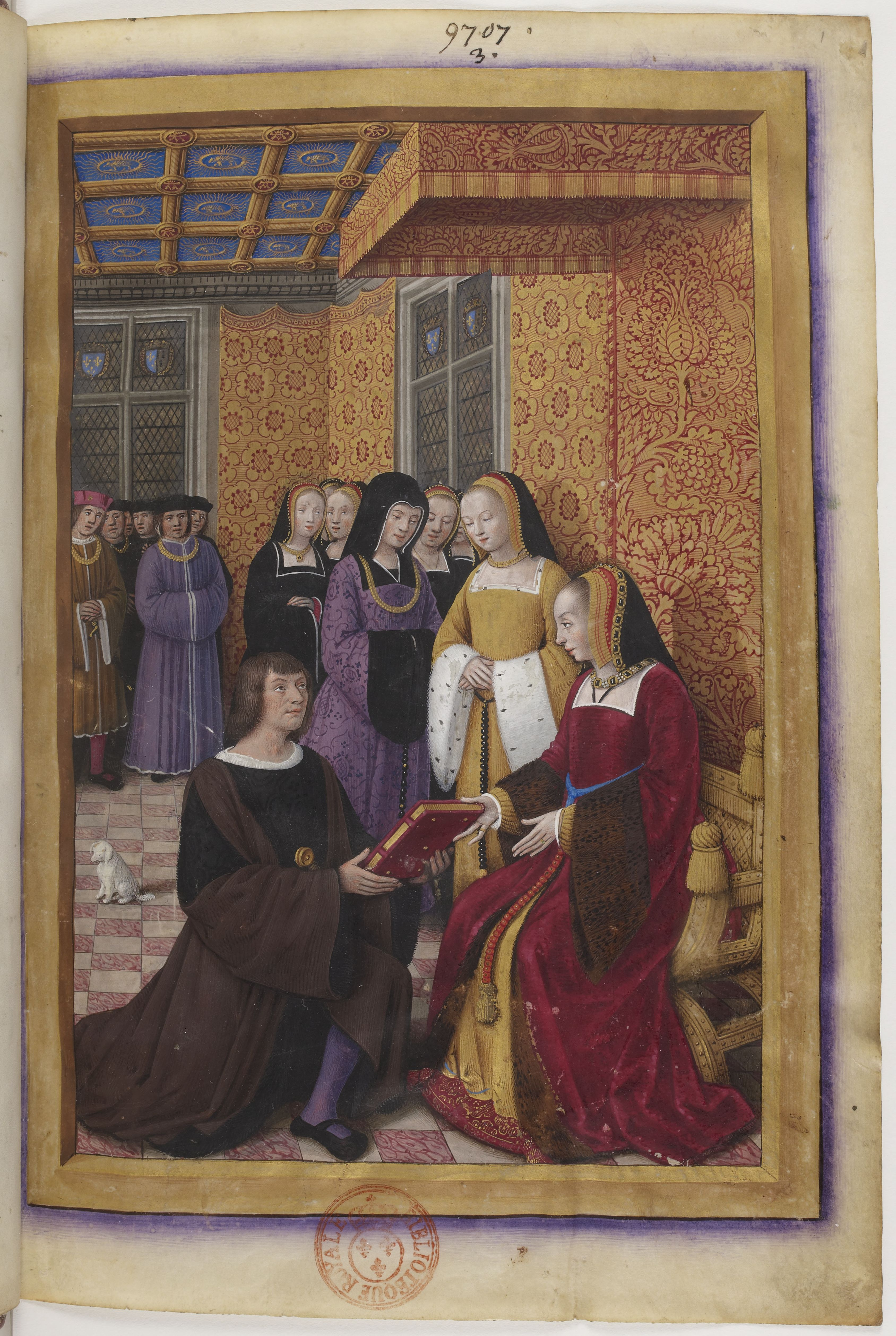
Jean Marot, le père de Clément, remet son manuscrit du Voyage de Gênes à Anne de Bretagne (miniature de Jean Bourdichon, 1507-1508)

Clément Marot naît à Cahors, d’une mère probablement gasconne dont il ne dira jamais rien, et d’un père originaire de la région de Caen, Jean Marot, également poète. Dans L'Enfer, Clément raconte qu'il quitta Cahors vers l'âge de dix ans (soit vers 1506), pour rejoindre la cour de France sur les bords de la Loire, où son père avait été appelé grâce à la protection de Michelle de Saubonne, future épouse de Jean IV de Parthenay, seigneur de Soubise. Son père Jean Marot était entré au service de la reine Anne de Bretagne, épouse du roi Louis XII, et avait chanté ses expéditions italiennes contre Jules II.
Le jeune Clément grandit donc à la cour, sa « maîtresse d'école » comme il l'appela plus tard. Sa formation reste incertaine : il reçut vraisemblablement une formation minimale en droit civil à l'université d'Orléans, étant donné le nombre de pièces de L'Adolescence clémentine qui évoquent la ville ligérienne. Dans son coq-à-l'âne composé à Ferrare en 1535, le poète se souvient ainsi de ses années d'étude et de ses enseignants :

« En effet, c’étaient grandes bêtes

Que les régents du temps jadis :

Jamais je n’entre en paradis

S’ils ne m’ont perdu ma jeunesse. »

— (v. 118-121)
D'après la 4e ballade de L'Adolescence, il fut ensuite probablement employé en tant que clerc de justice au Palais de justice à Paris. Sans doute fréquenta-t-il, à Orléans comme à Paris, les basoches animées par les étudiants de droit. Il entra ensuite à la chancellerie royale, grâce à la protection de Nicolas de Neufville, seigneur de Villeroy, secrétaire du roi et secrétaire des finances dès 1515, dont il devint le page. De cette époque date la composition du Temple de Cupido que le jeune Clément offrit sur les conseils de Neufville au roi François Ier et à son épouse Claude de France, probablement entre 1516 et 1519.

### Au service de Marguerite d'Angoulême (1519-1527)

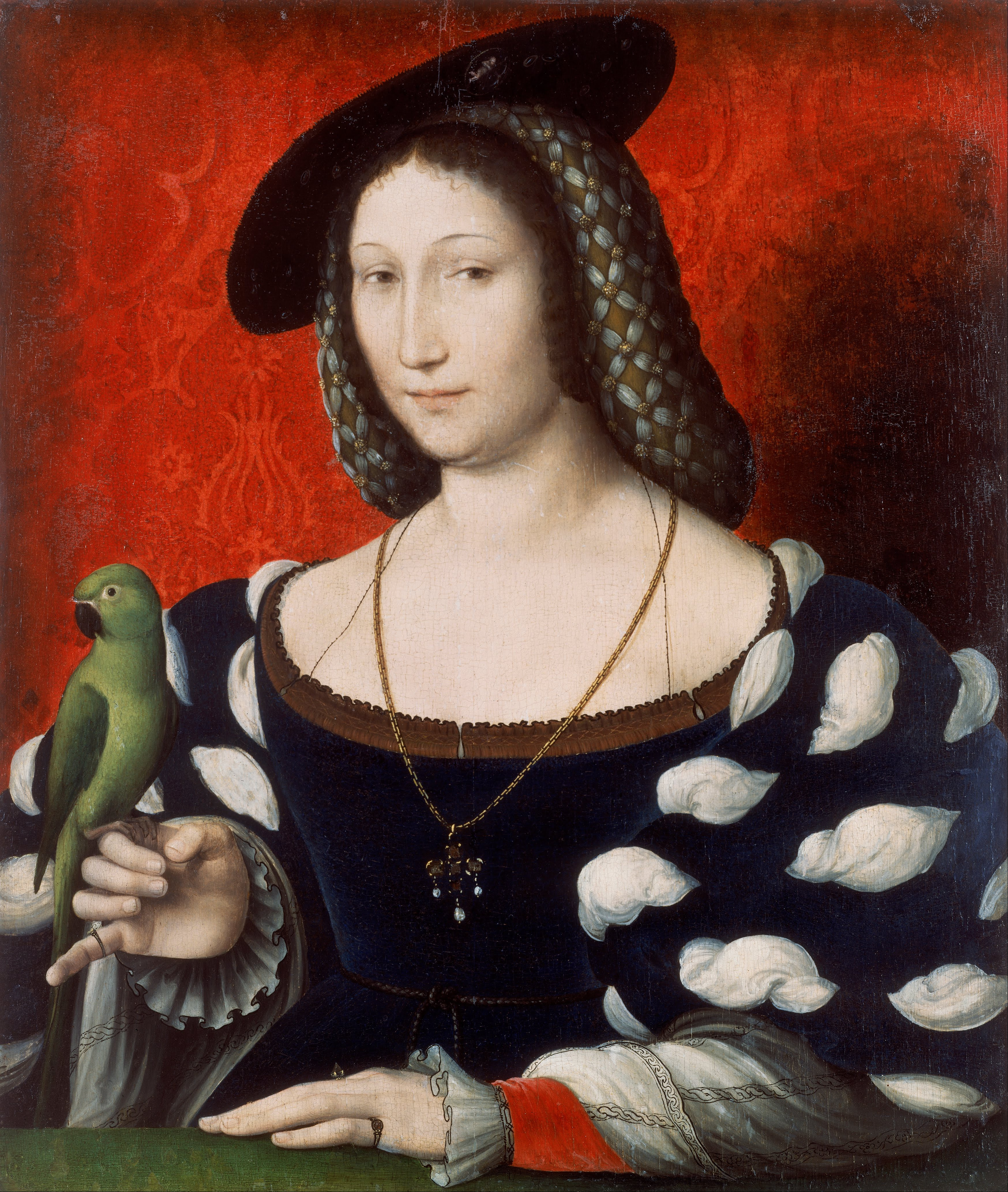
Portrait de Marguerite de Navarre attribué à Jean Clouet (vers 1527).

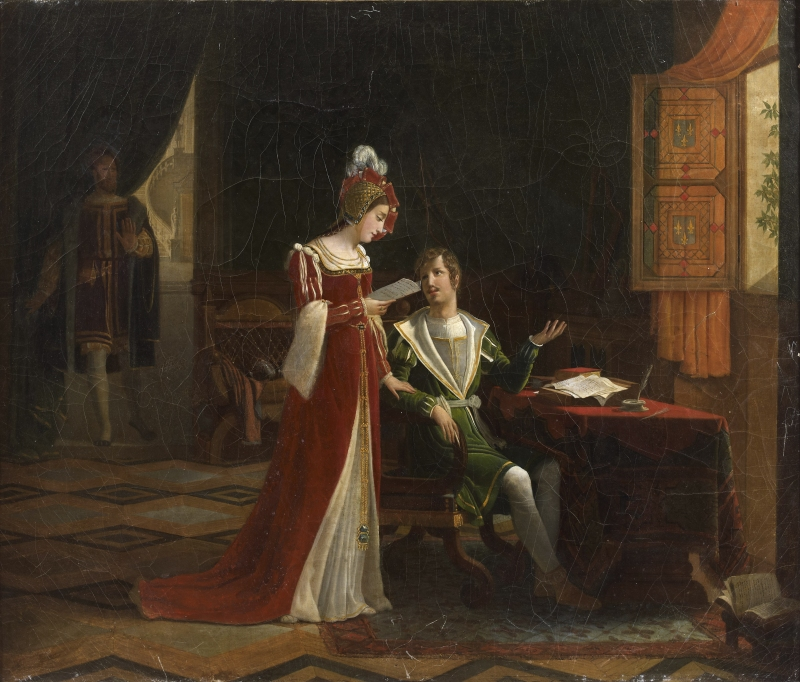
Marguerite, reine de Navarre (au centre), est surprise par François Ier (à gauche) au moment où elle lit la ballade de Clément Marot (à droite) commençant par « Amour me voyant sans tristesse », atelier de Jean-Baptiste Vermay d'après le tableau présenté au Salon de 1812.

Vers 1519, Marot entre au service de Marguerite d'Angoulême, sœur de François Ier et écrivaine. Le poète fit vraisemblablement office de secrétaire ou de valet de chambre auprès de Marguerite et de son époux, Charles IV d'Alençon. Il suivit ainsi ce dernier lors de la campagne du Hainaut, notamment sur le camp d'Attigny (juin 1521) d'où il écrivit une épître adressée à Marguerite. Il est également très probable que la première traduction en français d'un psaume par Marot (le sixième) ait été faite pour Marguerite, car c'est cette traduction qui referme deux des trois éditions du Miroir de l'âme pécheresse publiées par Antoine Augereau en 1533. Trois ans plus tard, réfugié à Venise et écrivant à Marguerite, Marot rappelle que c'était la reine de Navarre en personne qui l'incitait à traduire les psaumes pour pouvoir les chanter :

« Quelquefois suis trompé d’un plus beau songe

Et m’est avis que me vois, sans mensonge,

Autour de toi, Reine très honorée,

Comme soulais, en ta chambre parée,

Ou que me fais chanter en divers sons

Psaumes divins, car ce sont tes chansons. »

— (v. 115-120)

Dans la même épître transparaît l'intimité spirituelle qui semble avoir rapidement uni Marot et Marguerite :

« Par devers qui prendront mes vers leur course

Sinon vers toi, d’éloquence la source,

Qui les entends sans les falloir gloser,

Et qui en sais de meilleurs composer ?

À qui dirai ma douleur ordinaire

Sinon à toi, Princesse débonnaire,

Qui m’as nourri, et souvent secouru,

Avant qu’avoir devers toi recouru ?

À qui dirai le regret qui entame

Mon cœur de frais, sinon à toi, Madame,

Que j’ai trouvée en ma première oppresse,

Par dit et fait, plus mère que maîtresse ? »

— (v. 1-12)

### Premiers ennuis judiciaires (1526)
En 1526 prend place la première affaire judiciaire certaine du poète. Si l’on suit le récit proposé par cinq pièces réunies à la fin de la deuxième édition de la traduction des Métamorphoses d’Ovide par Marot en 1534, on obtient le scénario suivant. Tout aurait commencé par un rondeau par lequel Marot aurait reproché son inconstance à sa maîtresse. Celle-ci se serait vengée du poète en le dénonçant pour avoir « mangé le lard ». Incarcéré dans les geôles du Châtelet, Marot aurait ensuite été transféré à Chartres, sous l'autorité de l’évêque Louis Guillart, peut-être en raison de la lettre adressée à Nicolas Bouchart, docteur en théologie et protégé de l'évêque. Grâce à l'appui de ses amis et notamment du plus intime d'entre eux, Lyon Jamet, Marot aurait été libéré le « premier jour de la verte semaine », soit le premier mai 1526.
Tout semble néanmoins sujet à caution dans ce récit, et avant tout la dénonciation calomnieuse de la maîtresse infidèle (qui s’inscrit dans une tradition littéraire illustrée notamment par François Villon, le grand modèle littéraire de Marot). Le motif supposé, « avoir mangé le lard », est également ambigu : si l'expression signifie littéralement la rupture du jeûne en période de carême, elle est souvent employée de manière figurée comme synonyme d’« être coupable ». Les rares documents d'archives qui nous sont parvenus au sujet de cette incarcération n'évoquent jamais le jeûne ; et dans l’épître qu'il adresse à Bouchart, Marot se défend d'une accusation plus large de luthéranisme. Enfin, si l'emprisonnement de 1526 est indiscutable, rien n'indique formellement pour autant que les cinq textes réunis dans l'édition de 1534 soient tous liés à cette affaire de 1526, car Marot devra faire face à d'autres arrestations et d'autres incarcérations dans les années qui suivent.

### Valet de chambre du roi (1527)

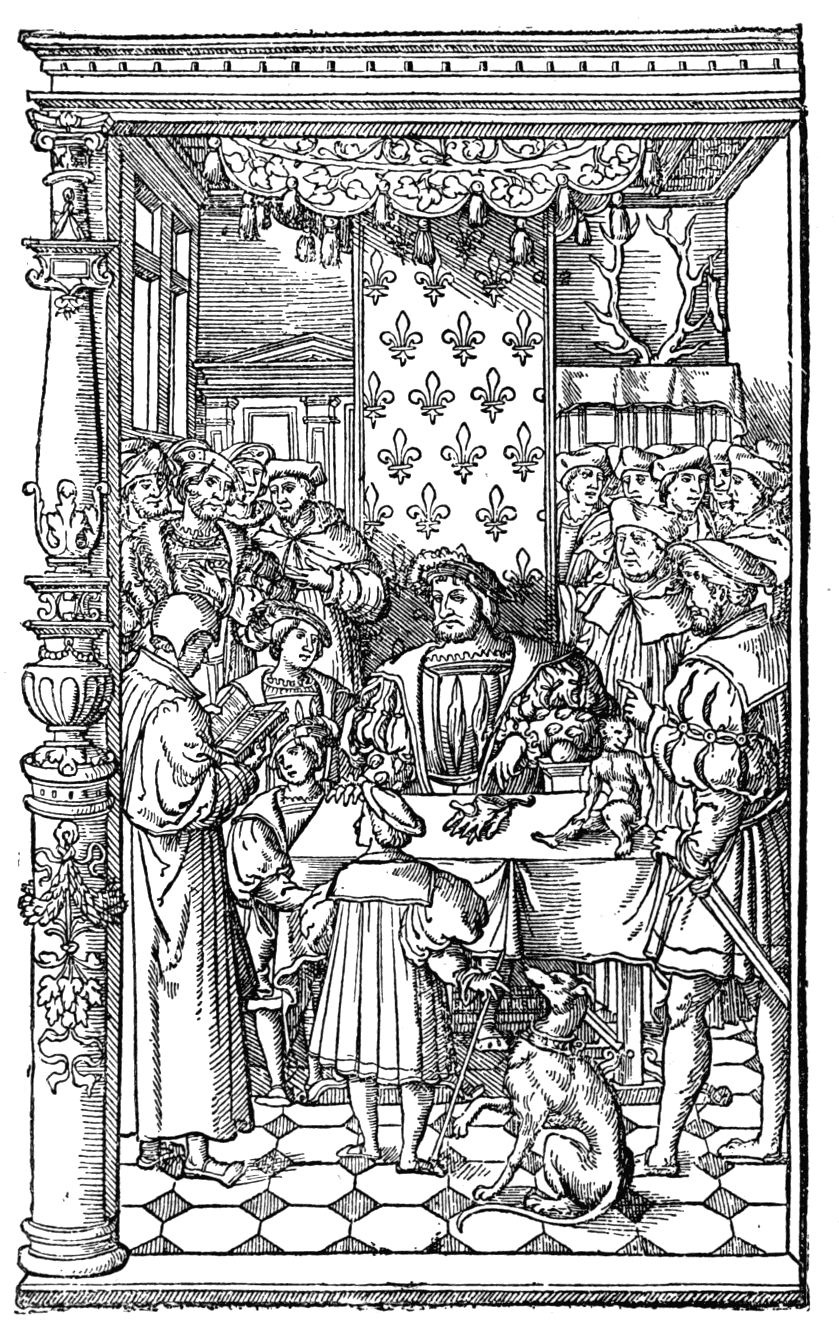
mécène des lettres, écoutant la lecture de la traduction de Diodore de Sicile faite par un autre de ses valets de chambre, Antoine Macault

Fin 1526 ou début 1527, Jean Marot meurt. Son fils Clément espère lui succéder en son état de valet de garde-robe du roi, ce que François Ier semble lui promettre. Néanmoins oublié sur l'état de la maison du roi pour l'année 1527, il entreprend de multiples démarches auprès de ses protecteurs pour obtenir le paiement de ses gages pour 1527 (« Et ne fallait, Sire, tant seulement / Qu’effacer Jean et écrire Clément ») et son inscription sur l'état de 1528. C'est finalement en tant que valet de chambre (et non de garde-robe, même si les deux titres sont pareillement honorifiques) que Marot figure sur le nouvel état.
Entre-temps, en octobre 1527, survient ce qui constitue probablement le second emprisonnement du poète, à la Conciergerie cette fois. Marot aurait porté secours à des prisonniers avant d'être incarcéré ; il est libéré dès le 1er novembre sur ordre du roi. Marot racontera l'épisode avec esprit dans son épître « Marot prisonnier écrit au Roi pour sa délivrance ».

### LaDéploration sur le trépas de feu messire Florimond Robertet
Très peu de temps après (29 novembre 1527) meurt Florimond Robertet. Marot compose pour l'un de ses premiers protecteurs une ample et ambitieuse Déploration qui constitue un exposé très éloquent de ses idées évangéliques, qu'il s'agisse de la peinture satirique de l'« Église romaine » (v. 57-82) ou de l'affirmation de l'inutilité des pompes et des rites funèbres, à travers la cinglante prosopopée de la Mort :

« Peuple séduit, endormi en ténèbres

Tant de longs jours par la doctrine d'homme,

Pourquoi me fais tant de pompes funèbres,

Puisque ta bouche inutile me nomme ?

Tu me maudis quand tes amis assomme,

Mais quand ce vient qu'aux obsèques on chante,

Le prêtre adonc, qui d'argent en a somme,

Ne me dit pas maudite ni méchante.

Ainsi, pour vrai, de ma pompe ordinaire

Amende plus le vivant que le mort,

Car grand tombeau, grand deuil, grand luminaire

Ne peut laver l'âme que péché mord.

Le sang de Christ, si la foi te remord,

Lave seul l'âme, ains que le corps dévie ;

Et toutefois, sans moi qui suis la mort,

Aller ne peut en l'éternelle vie. »

— (v. 285-300)
Publié rapidement à Lyon par Claude Nourry (1527-1529), le texte figurera de nouveau dans les toutes premières anthologies des œuvres de Marot, toujours annoncé sur la page de titre comme l'un des arguments de vente principaux, signe de sa célébrité. Marot lui doit sans doute en partie sa réputation de luthérien.

### Premières publications officielles (1532-1533)
Au début des années 1530, Marot est au faîte de sa gloire : le 1er janvier 1532, il présente à François Ier l'épître qui reste encore au XXIe siècle sa plus célèbre épître, dans laquelle il raconte avec esprit comment il a été dérobé par son « valet de Gascogne » avant de tomber gravement malade. Rabelais, qui s'occupera à Lyon de la publication des œuvres de Marot chez le libraire-imprimeur François Juste, se souviendra du portrait du valet gascon pour celui de Panurge dans Pantagruel.

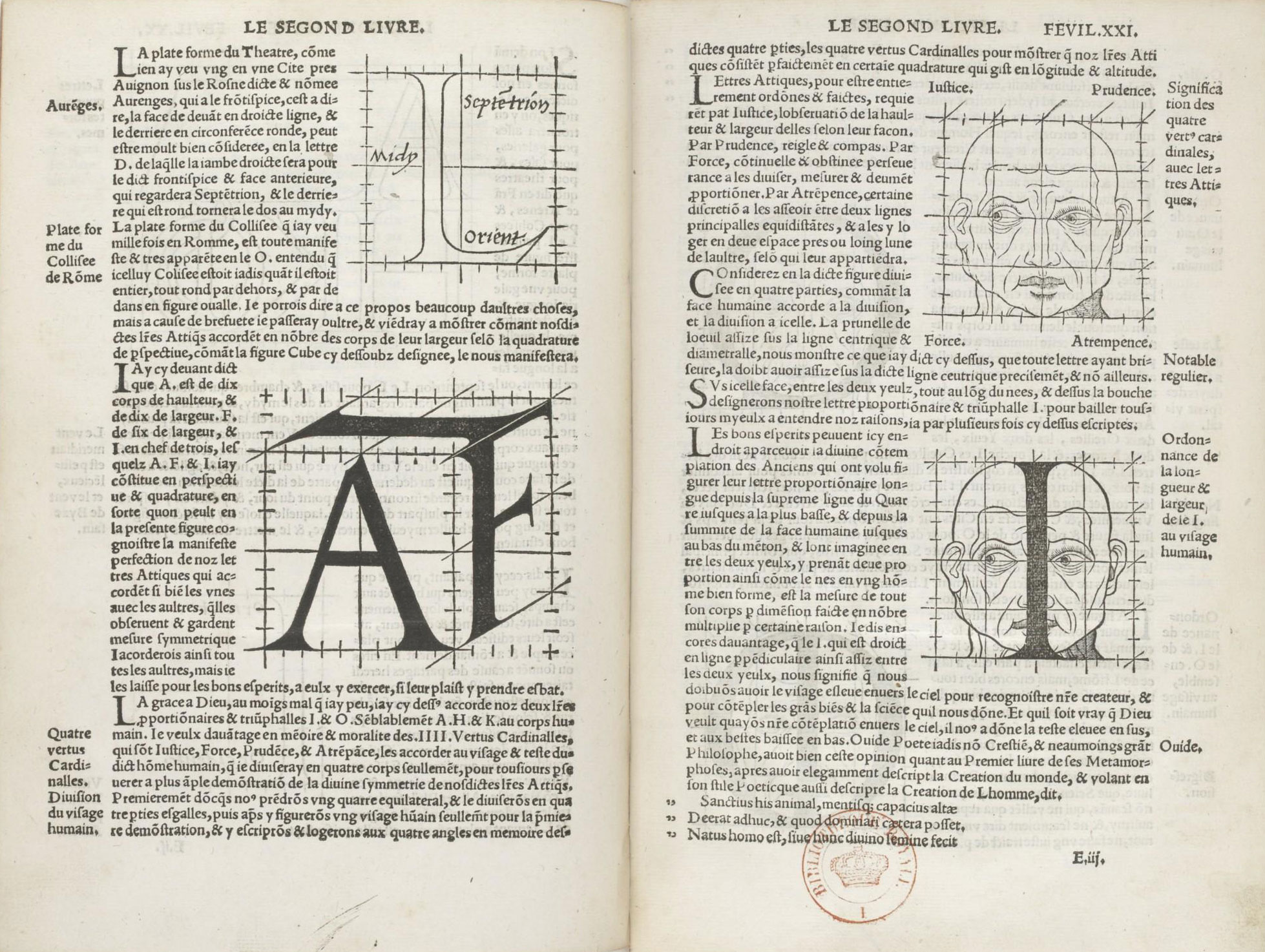
Des lettres romaines dessinées par Geoffroy Tory, l'imprimeur de la première Adolescence clémentine

À Lyon et à Paris, plusieurs libraires commencent à publier des éditions entièrement consacrées aux œuvres du poète en compilant les textes sur lesquels ils parviennent à mettre la main, dans des versions souvent de mauvaise qualité. Marot réagit en août 1532 en procurant la première édition autorisée de ses œuvres de jeunesse sous le titre de L'Adolescence clémentine. Le livre remporte un succès tel qu'il contraint le libraire Pierre Roffet et l'imprimeur Geoffroy Tory à remettre le livre sous les presses tous les trois à quatre mois jusqu'à la fin de l'année 1533 (année où Roffet et Tory meurent tous les deux).
Devant le succès, Marot enchaîne les publications : les deux Voyages composés par son père Jean Marot (janvier 1533) suivis du Recueil de plusieurs de ses autres œuvres (fin 1533-début 1534), une édition annotée des Œuvres de François Villon (septembre 1533), La Suite de l'Adolescence clémentine (fin 1533), et la traduction du premier livre des Métamorphoses d'Ovide (1534).

### Premier exil (Ferrare et Venise)

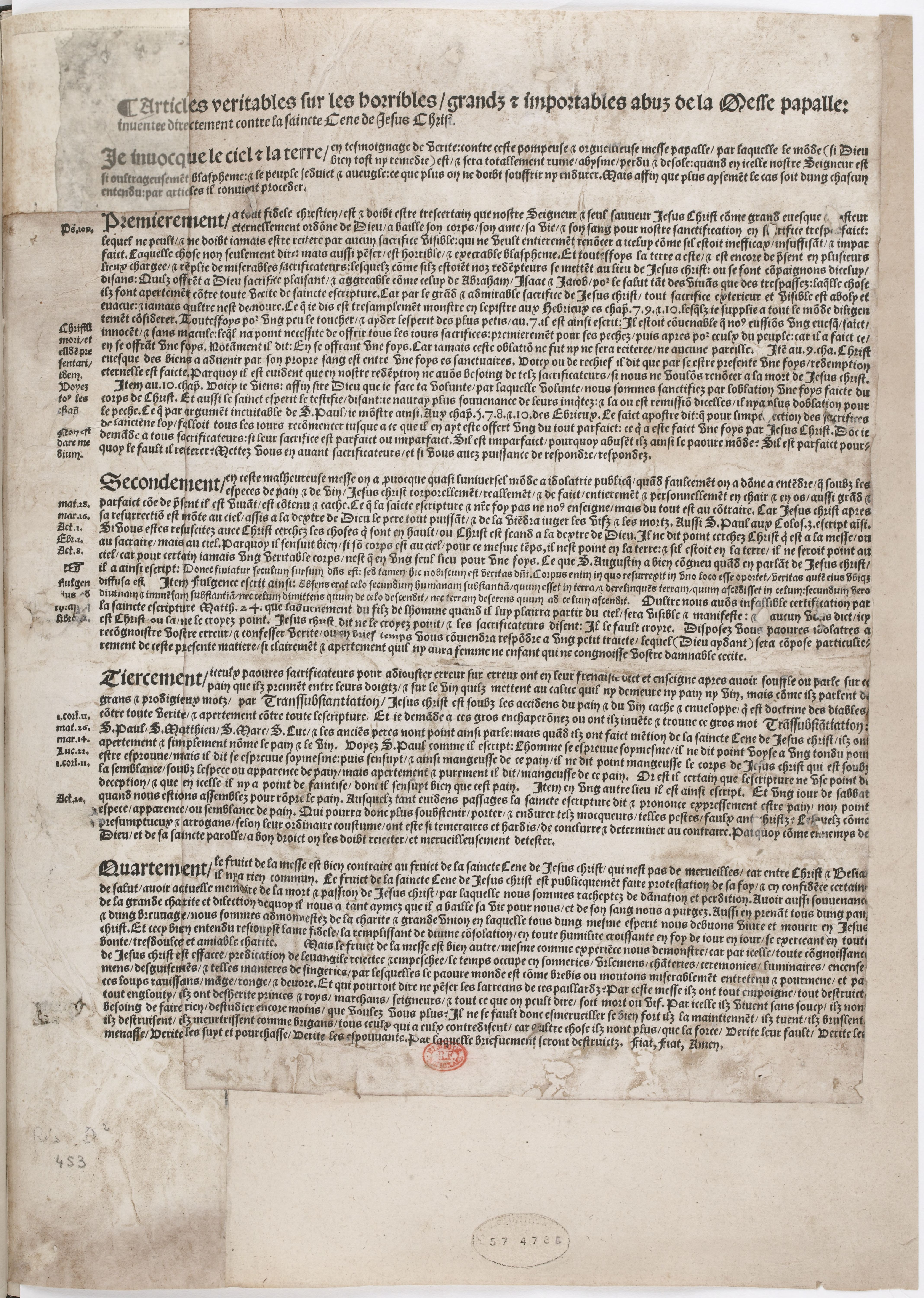
L'un des « placards » affichés dans la nuit du 17 au 18 octobre 1534

Dans la nuit du 17 au 18 octobre 1534, des placards sont affichés à Paris et dans d'autres villes de France (en particulier : Orléans, Tours, Amboise et Blois) : ils s'en prennent violemment au rite de la messe. Le Parlement, bientôt suivi par le roi, met rapidement en place la répression en multipliant les arrestations et les exécutions publiques. Clément Marot, qui dira plus tard qu'il était à Blois au moment de l'affaire, fait partie des personnes suspectées : il s'enfuit en prenant le chemin des États de sa protectrice, Marguerite de Navarre. Arrêté à Bordeaux le 27 novembre, il parvient à s'enfuir. Le 25 janvier, son nom est le septième sur la liste des suspects publiée à son de trompette dans les rues de Paris — celui de Lyon Jamet y figure également. Sur les conseils de Marguerite, Marot reprend la route pour diriger ses pas vers la cour de la duchesse de Ferrare, Renée de France (1510-1574), où il arrive vers le mois d'avril 1535. Il y retrouve Michelle de Saubonne (1485-1549), qui avait jadis protégé son père, et entre au service de la duchesse comme poète et secrétaire; Lyon Jamet suit le même chemin et entre au service du duc. Marot devient alors l'un des animateurs des fêtes et des divertissements de la petite cour française de Ferrare.

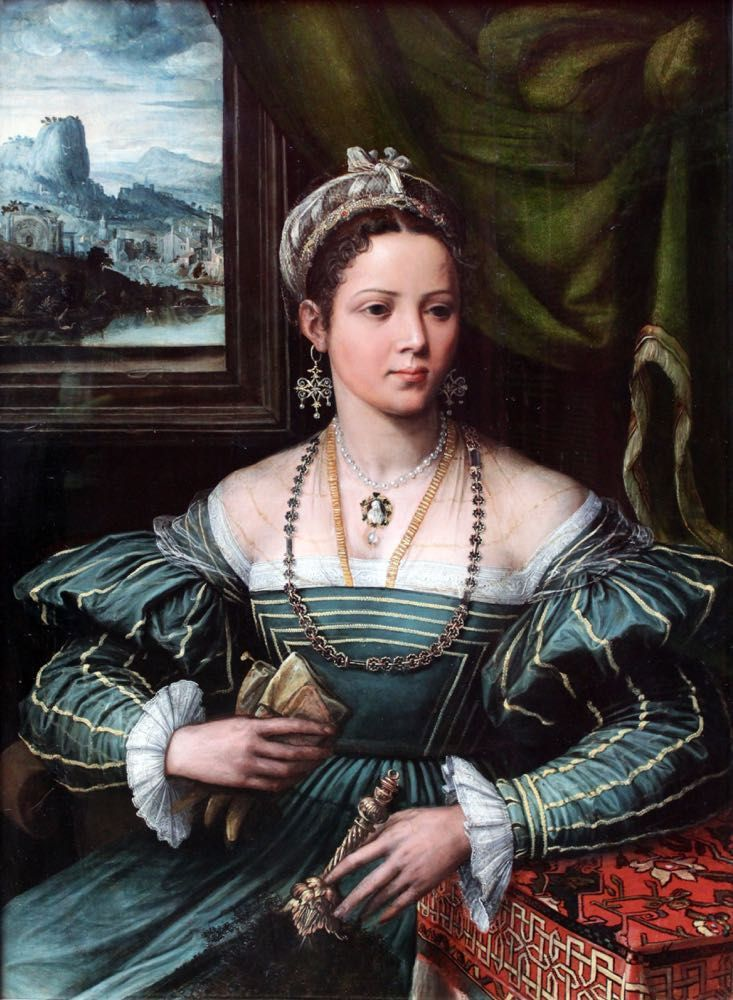
Portrait présumé de Renée de France par Girolamo da Carpi (c. 1530-1540)

C'est là qu'il compose notamment le Blason du beau tétin, envoyé à la cour de France, invitant les autres poètes à l'imiter en faisant l'éloge d'une autre partie du corps féminin. Dans une épître composée vers janvier-février 1536, Marot se félicite du succès de ce concours de blasons, déclare qu'il a été remporté par Maurice Scève avec son blason du sourcil, et propose aux mêmes poètes de composer cette fois un contre-blason de blâme à l'imitation de son Blason du laid tétin.

À Ferrare, Marot assiste aux démêlés de nature politico-religieuse qui opposent Hercule d'Este à son épouse Renée. Les tensions s'accroissent au cours de l'année 1536, notamment après le carême pendant lequel un chantre français, Jehannet de Bouchefort, provoque le scandale en sortant ostensiblement de l'église pendant l'adoration de la croix. Le duc et l'inquisiteur de Ferrare déclenchent une enquête menée à l'encontre de plusieurs des protégés français de Renée. Marot fuit alors clandestinement à Venise d'où il écrit pour Renée le sonnet suivant : 

« Me souvenant de tes bontés divines

Suis en douleur, princesse, à ton absence

Et si languis quand suis en ta présence,

Voyant ce lis au milieu des épines.

Ô la douceur des douceurs féminines,

Ô cœur sans fiel, ô race d'excellence,

Ô dur mari rempli de violence,

Qui s'endurcit près des choses bénignes.

Si seras-tu de la main soutenue

De l’Éternel, comme sa chair tenue ;

Et tes nuisants auront honte et reproche.

Courage, dame, en l'air je vois la nue

Qui çà et là s'écarte et diminue,

Pour faire place au beau temps qui s'approche. »

### Le retour en France
C'est de Venise qu’il obtient son rappel en France, puis à la cour, par le moyen d'une abjuration solennelle qu'il fit à Lyon entre les mains du cardinal François de Tournon. Il obtient le pardon du Roi.
À ces orages succède un intervalle de paix dû au souvenir de ses disgrâces passées. La publication de ses premiers Psaumes trouble cette tranquillité. En 1541, il publie Trente Pseaulmes de David, mis en françoys par Clément Marot. Cette traduction obtient la plus grande vogue à la cour. La Sorbonne (la faculté de théologie de l'université de Paris) inscrit toutefois la traduction dans une liste d'ouvrages à interdire (noël 1542-mars 1543).

### Second exil (Genève, Savoie et Piémont)
En 1542, François Ier fait rechercher les luthériens, et bien que son nom ne soit pas prononcé, Marot part de nouveau en exil et gagne Genève.
En 1543, il s'installe à Chambéry, capitale des États de Savoie, où il ne court aucun risque d'être inquiété pour des opinions réformistes. Au début de 1544, il passe quelque temps au château de Longefan (à la Biolle, près d'Aix-les-Bains), puis est reçu au château de François de Bellegarde, grand amateur de poésie, pour lequel il compose une épître.
Voulant rejoindre l'armée française au Piémont, il gagne Turin où il meurt dans l'indigence en 1544 et laissant pour fils Michel Marot. Il est inhumé dans la cathédrale Saint-Jean-Baptiste de Turin. Lyon Jamet, l'ami fidèle, fait l'épitaphe qui sera gravée sur son tombeau:

« Ici devant au giron de sa mère

Gît des Français le Virgile et l’Homère ;

Ci est couché, et repose à l’envers

Le nonpareil des mieux disants en vers ;

Ci-gît celui que peu de terre couvre,

Qui toute France enrichit de son œuvre ;

Ci dort un mort qui toujours vif sera,

Tant que la France en français parlera ;

Bref gît repose et dort en ce lieu-ci

Clément Marot de Cahors en Quercy. »

## Le personnage

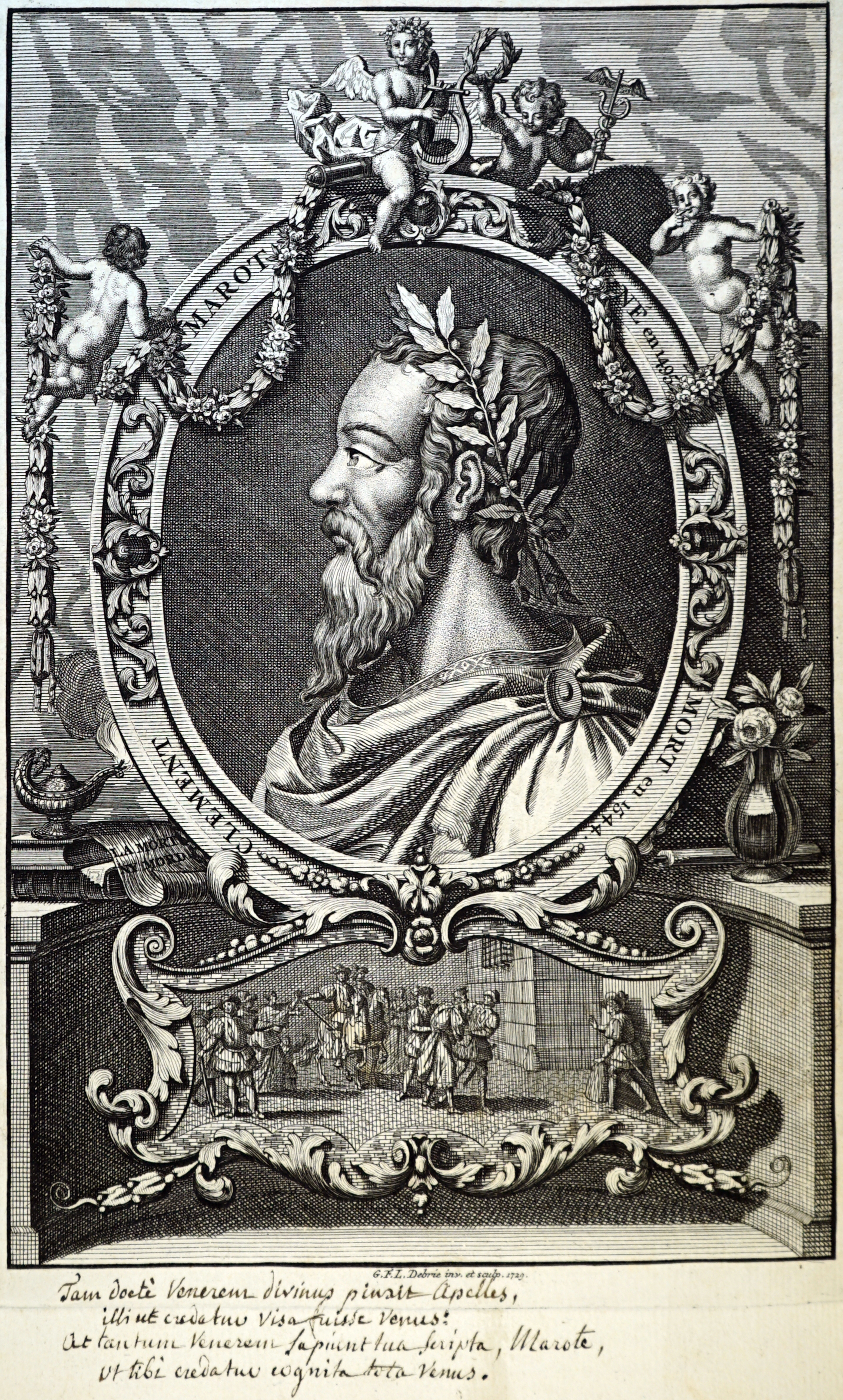
Clément Marot. Gravure de Debrie.

Marot avait l’esprit enjoué et plein de saillies sous l’extérieur grave d’un philosophe. Il joignait, ce qui arrive souvent, une tête vive à un bon cœur. Doué d’un noble caractère, il paraît avoir été exempt de cette basse jalousie qui a terni la gloire de plus d’un écrivain célèbre. Il n’eut de querelle qu’avec François de Sagon et Charles de La Hueterie, qui l’attaquèrent pendant qu’il était à Ferrare. Le premier fut assez impudent pour solliciter la place de Marot, mais non assez favorisé pour l’obtenir. Le poète Germain Colin-Bucher soutint Marot lors de ce différend. Le deuxième se dédommagea du déplaisir de voir cesser la disgrâce du poète par un calembour qui donne la mesure de son esprit. Marot en avait beaucoup mis dans une épître à Lyon Jamet, où il racontait les peines de son exil et où il se comparait au rat libérateur du lion. La Huéterie s’empara de l’application que Marot se faisait de cet apologue, et crut très plaisant de l’appeler le Rat pelé (le rappelé). Marot ne lui répondit que sous le nom de son valet pour mieux lui témoigner son mépris et l'exhortant à "ravaler plume, encre papier et venin".

## L'œuvre
L’œuvre de Marot est très abondante et « l’élégant badinage » auquel Nicolas Boileau l’associe dans son Art poétique n’en est qu’un aspect. On remarque, en lisant ses Œuvres, comme le poète a évolué de la discipline des grands rhétoriqueurs, vers un art personnel. Il est aussi connu pour avoir commencé la traduction en vers français du psautier, terminée après sa mort par Théodore de Bèze. Ses traductions, parfois légèrement modernisées, sont encore chantées au XXIe siècle par des protestants.

### L'Adolescence clémentine(1reédition en 1532)
L’Adolescence clémentine comprend les poèmes de jeunesse qui se caractérisent par la variété des formes et des sujets abordés. Dans sa version revue de 1538, elle comprend les parties suivantes :
- la première Églogue des Bucoliques de Virgile (traduction)
- Le Temple de Cupido (inspiré du Temple de Vénus de Jean Lemaire de Belges)
- Le Jugement de Minos (inspiré de la traduction latine du Dialogue des morts de Lucien de Samosate)
- Les Tristes vers de Philippe Béroalde (traduction du Carmen lugubre de die dominicae passionis de Philippe Béroalde)
- Oraison contemplative devant le Crucifix (traduction de l'Ennea ad sospitalem Christum de Nicolas Barthélemy de Loches)
- Épîtres : 10 pièces (11 si l’on compte L’Épître de Maguelonne qui relève du genre de l’héroïde).
- Complaintes
- Épitaphes : forme brève, l’épitaphe peut ne comporter que deux vers. Au début de la section le ton est grave, puis le sourire fait son apparition.
- Ballades : elles comprennent une trentaine de vers répartis en trois strophes et demie, un refrain d’un vers et un envoi-dédicace. La Ballade joue sur trois ou quatre rimes. Le poème se termine par une demi-strophe, adressée au Prince (ou à la Princesse).
- Rondeaux : qui comprennent de 12 à 15 vers, caractérisés par le retour du demi-vers initial au milieu et à la fin du poème.
- Chansons : La chanson est propice à toutes les acrobaties de la rime.

Ces trois derniers genres étaient pratiqués par les grands rhétoriqueurs.
L'organisation de L’Adolescence clémentine montre que Marot compose une œuvre et que le recueil n'est pas le fruit d'un épanchement spontané. La chronologie n’y est pas respectée. Marot opère des modifications. Ainsi la Ballade V change de destinataire en 1538. Gérard Defaux fait observer que Marot construit sa vie dans le recueil, comme un romancier compose un roman. Marot aime inscrire son nom dans ses poèmes : il le représente volontiers dans le poème L'Activité scripturaire. Son goût le porte vers les genres brefs.

### Traducteur des Psaumes
Marot a traduit 49 psaumes de David en vers ainsi que le Cantique de Siméon. Après sa mort, l'entreprise de traduction du psautier a été achevée par Théodore de Bèze. Ce corpus a été approprié par les calvinistes qui, après l'avoir doté de mélodies, en ont fait leur principal livre de chant pour le temple et l'ont appelé Psautier de Genève ou Psautier huguenot.

### Passeur de l'œuvre de François Villon
On peut enfin considérer comme part de l'œuvre de Marot le rôle essentiel qu'il joue dans la reconnaissance de la poésie de François Villon. Marot publia en effet la première édition critique des œuvres de Villon en 1533, soit soixante-dix ans après la disparition du plus célèbre poète français de la fin du Moyen Âge. Dans le prologue de cette édition, Marot écrit :

« Entre tous les bons livres imprimés de la langue française, il ne s'en voit un si incorrect ni si lourdement corrompu que celui de Villon. Et m'ébahis, vu que c'est le meilleur poète parisien qui se trouve, comment les imprimeurs de Paris et les enfants de la ville n'en ont eu plus grand soin. »

— Clément Marot, Les œuvres de François Villon, de Paris, revues et remises en leur entier, par Clément Marot…, Paris, Galliot Du Pré, 1533

## Postérité
Le nom de Marot, dit La Harpe,

« est la première époque vraiment remarquable dans l’histoire de notre poésie, bien plus par le talent qui lui est particulier, que par les progrès qu’il fit faire à notre versification. Ce talent est infiniment supérieur à tout ce qui l’a précédé, et même à tout ce qui l’a suivi jusqu’à Malherbe. La nature lui avait donné ce qu’on n’acquiert point : elle l’avait doué de grâce. Son style a vraiment du charme et ce charme tient à une naïveté de tournure et d’expression qui se joint à la délicatesse des idées et des sentiments. Personne n’a mieux connu que lui, même de nos jours, le ton qui convient à l’épigramme, soit celle que nous appelons ainsi proprement, soit celle qui a pris depuis le nom de madrigal, en s’appliquant à l’amour et à la galanterie. Personne n’a mieux connu le rythme du vers à cinq pieds, et le vrai ton du genre épistolaire, à qui cette espèce de vers sied si bien. Son chef-d’œuvre en ce genre est l’épître où il raconte à François Ier comment il a été volé par son valet. C’est un modèle de narration, de finesse et de bonne plaisanterie. »

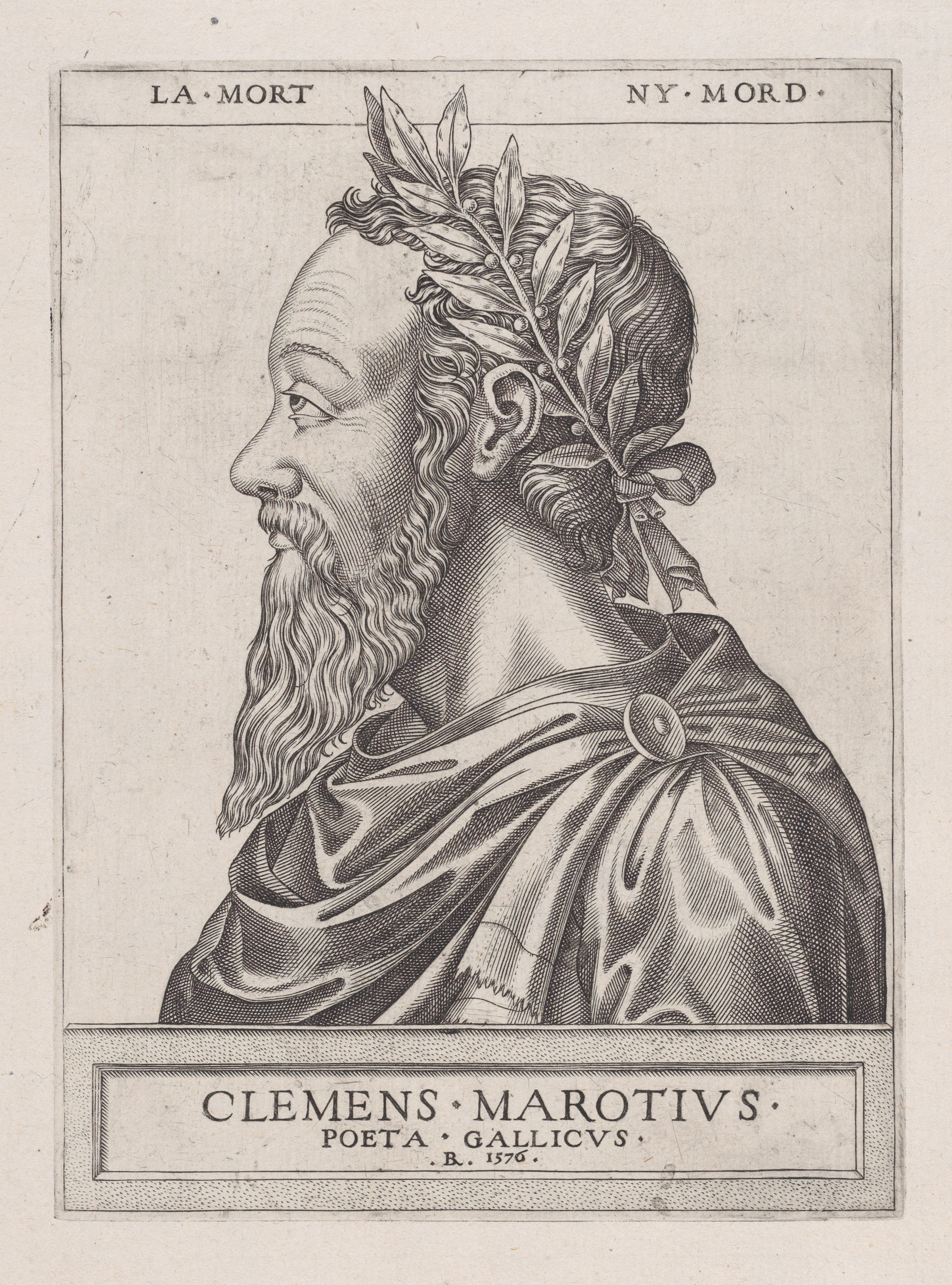
Marot couronné de lauriers, par René Boyvin (1576)

Cette estime pour les poésies de Marot a triomphé du temps et des vicissitudes du langage.
Boileau a dit dans les beaux jours du siècle de Louis XIV : « Imitez de Marot l’élégant badinage. » La Fontaine a prouvé qu’il était plein de sa lecture. « II n’y a guère, dit la Bruyère, entre Marot et nous que la différence de quelques mots. »
Jean-Baptiste Rousseau, qui lui adresse une épître, fait gloire de le regarder comme son maître. Clément de Dijon l’a défendu contre Voltaire, qui s’est attaché à le décrier dans ses derniers ouvrages, probablement par haine pour Jean-Baptiste Rousseau, coupable, selon lui, d’avoir donné le dangereux exemple du style marotique, qu’il est plus aisé d’imiter que le talent de Marot.
« Mais, dit encore La Harpe, il fallait que la tournure naïve de ce poète fût bien séduisante, puisqu’on empruntait son langage depuis longtemps vieilli pour tâcher de lui ressembler. »

### Participe passé
On attribue à Clément Marot la création des règles d'accord du participe passé. Voltaire avançait que cette initiative s'était produite à l'imitation de l'italien. En effet, les Épigrammes s'en réclament :
Enfans, oyez vne Lecon:

Nostre Langue à ceste facon,

Que le terme, qui va deuant,

Voulentiers regist le suiuant.

Les vieilz Exemples ie suiuray

Pour le mieulz: car a dire vray,

La Chancon fut bien ordonnee,

Qui dit, m’Amour vous ay donnée:

Et du Basteau est estonné,

Qui dit, m’Amour vous ay donné.

Voyla la force, que possede

Le Femenin, quand il precede.

Or prouueray par bons Tesmoings,

Que tous Pluriers n’en font pas moins:

Il fault dire en termes parfaictz,

Dieu en ce Monde nous a faictz:

Fault dire en parolles parfaictes,

Dieu en ce monde, les a faictes.

Et ne fault point dire (en effect)

Dieu en ce Monde, les a faict:

Ne nous ha faict, pareillement:

Mais nous a faictz, tout rondement.

L’italien (dont la faconde

Passe les vulgaires du Monde)

Son langage a ainsi basty

En disant, Dio noi a fatti.

Parquoy (quand me suys aduisé)

Ou mes Iuges ont mal visé,

Ou en cela n’ont grand science,

Ou ilz ont dure conscience.
L'exemple italien concerne un pluriel (« Dieu nous a faits ») mais que la règle est élargie au féminin (« Dieu en ce monde les a faites ») concernant le participe passé de l'auxiliaire avoir dont le complément d'objet est antéposé. Depuis quelques siècles déjà, en langues d'oïl notamment, la tendance à l'amuïssement — à l'absence de prononciation de certains sons — s'amplifie. En particulier le « a » latin, marque du féminin, s'est changé en « e » devenu fermé puis muet et la prononciation du « s » final, marque du pluriel, se perd, à l'instar de beaucoup d'autres consonnes, dentales notamment. « Les voyelles atones s’amuïssent, ce qui mène à la généralisation de l’oxytonisme (...) Les consonnes finales s’amuïssent aussi (-t, -p, -s, -n, -l, -r ; le sort de -f est moins clair [clef, cerf etc.]). (...) Avec l’amuïssement du e final et des consonnes finales, le français passe définitivement du type « postdéterminant » au type « prédéterminant » » précise le professeur de philologie romane Philipp Burdy En langues d'oïl, l'accentuation de l'usage oral se déplace vers la dernière syllabe par perte de la prononciation de l'ancienne forme de cette dernière, néanmoins maintenue en francoprovençal. On ne dit plus en trois ou quatre syllabes « par-fai-teu » ou « par-fai-teu-s », mais « par-fait », souvent en ne marquant plus presque plus le -t, comme au masculin singulier. C'est l'oxytonisme. Dès lors, la dernière syllabe prononcée (dans cet exemple, « fai ») ne marque plus le genre ni le nombre du mot. Le problème à l'écrit devient donc de parvenir à distinguer ce à quoi se rapporte le verbe dont le complément d'objet genré ou numéral ne se distingue plus à l'oreille. C'est ainsi que, s'agissant de l'auxiliaire avoir, le terme qui va devant volontiers se mit à régir le suivant.

## Œuvres

### Éditions critiques

#### Œuvres complètes
- Marot, Œuvres complètes, t. I et II, édition Abel Grenier, Paris, Garnier, 1920.

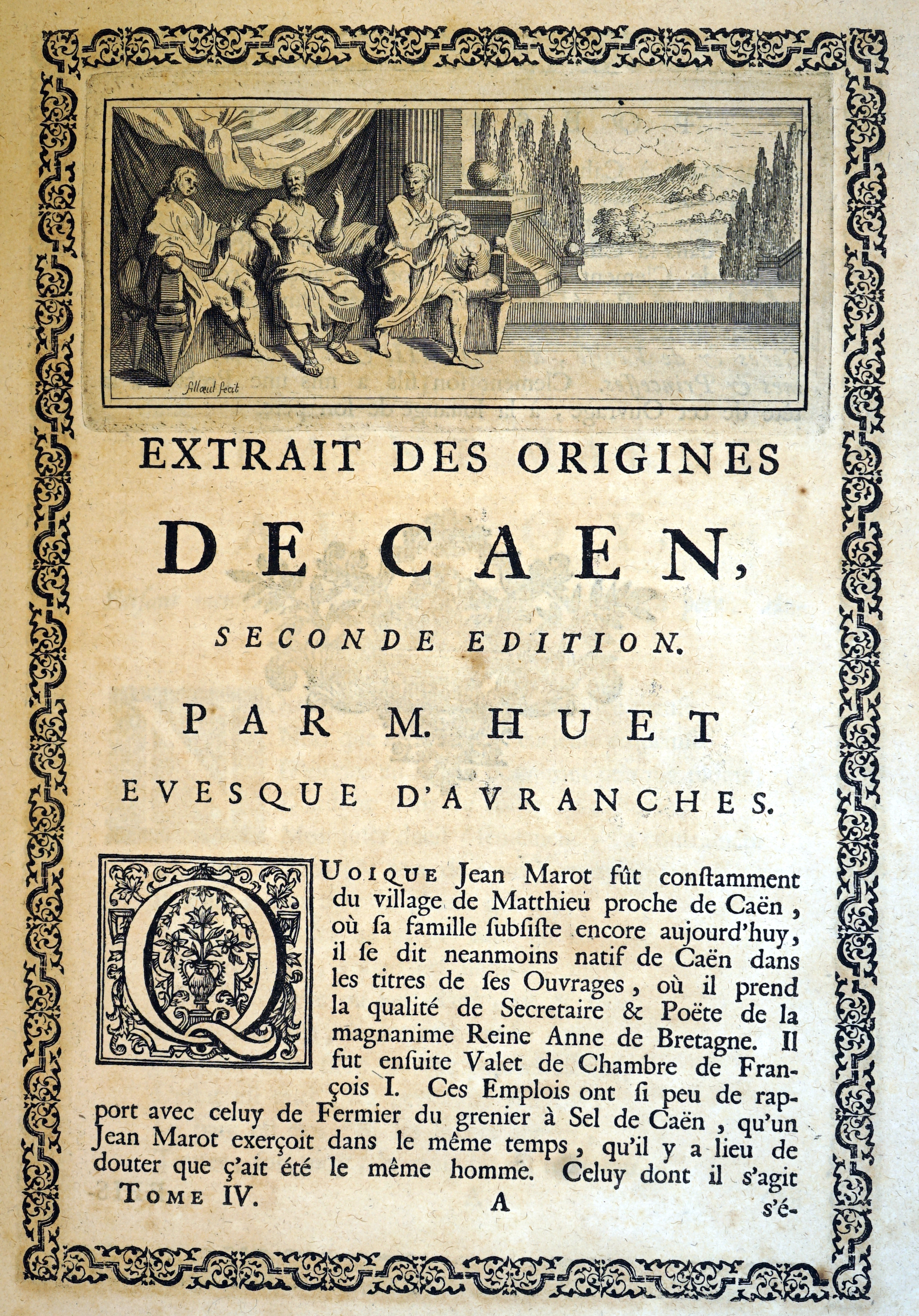
Une page de l'édition des Œuvres de 1731 (version in-4°) avec un article de l'évêque d'Avranches Huet et une gravure de Pierre Filloeul.

- Une page de l'édition des Œuvres de 1731 (version in-4°) avec un article de l'évêque d'Avranches Huet et une gravure de Pierre Filloeul.Œuvres de Clément Marot, Valet-de-Chambre de François I. Roy de France. Revûes sur plusieurs Manuscrits, & sur plus de quarante Éditions ; et augmentées tant de diverses Poësies veritables, que de celles qu’on lui a faussement attribuées. Avec les ouvrages de Jean Marot son Pere, ceux de Michel Marot son Fils, & les Piéces du Different de Clément avec François Sagon : accompagnées d’une Preface Historique & d’Observations critiques, Nicolas Lenglet Du Fresnoy (éd. ; pseudonyme : chevalier Gordon de Percel), La Haye, P. Gosse & J. Neaulme, 1731, édition in-12° en 6 vol. ; édition in-4° en 4 vol.
- Œuvres complètes de Clément Marot,  revues sur les éditions originales avec préface, notes et glossaire par Pierre Jannet, 4 vol, Paris, Alphonse Lemerre, éditeur, 27-29 passage Choiseul, 1873.
- Œuvres de Clément Marot de Cahors en Quercy, valet de chambre du roi, augmentées d’un grand nombre de ses compositions nouvelles par ci-devant non imprimées, Georges Guiffrey, Robert-Charles Yve-Plessis et Jean Plattard (éd.), Paris, Claye-Quantin-Schemit, 1875-1931, 5 vol. (réimpression, Genève, Slatkine, 1968).
- Œuvres complètes : I. Les Épîtres ; II. Œuvres satiriques ; III. Œuvres lyriques ; IV. Œuvres diverses ; V. Épigrammes, Claude Albert Mayer (éd.), Londres, Athlone Press, 1958-1970, 5 vol. ; VI. Les Traductions, Claude Albert Mayer (éd.), Genève, Slatkine, 1980.
- Œuvres poétiques complètes, Gérard Defaux (éd.), Paris, Bordas, « Classiques Garnier », 2 t., t. I (1990 ; réédition Dunod 1996), t. II (1993).
- Œuvres complètes, François Rigolot (éd.), Paris, Flammarion, GF, 2 vol., 2007 et 2009.

#### Éditions séparées
- L’Adolescence clémentine, Verdun-Léon Saulnier (éd.), Paris, A. Colin, 1958.
- L’Adolescence clémentine, Frank Lestringant (éd.), Paris, Gallimard, « Poésie », 1987.
- L’Adolescence clémentine, François Roudaut (éd.), Paris, Livre de Poche, 2005.
- Les Épîtres, Guillaume Berthon et Jean-Charles Monferran (éd.), Paris, Poésie / Gallimard, 2021.
- Cinquante pseaumes de David mis en françoys selon la vérité hébraïque, Gérard Defaux (éd.), Paris, Champion, 1995.
- Clément Marot et Théodore de Bèze, Les Pseaumes mis en rime françoise. Volume I : texte de 1562, Max Engammare (éd.), Genève, Droz, 2019.
- Recueil inédit offert au connétable de Montmorency en mars 1538 (Manuscrit de Chantilly), François Rigolot (éd.), Genève, Droz, 2010.
- Dialogue de deux amoureux.